# Whitney Port
Dit artikel of overzicht is mogelijk incompleet; u kunt helpen door het uit te breiden.

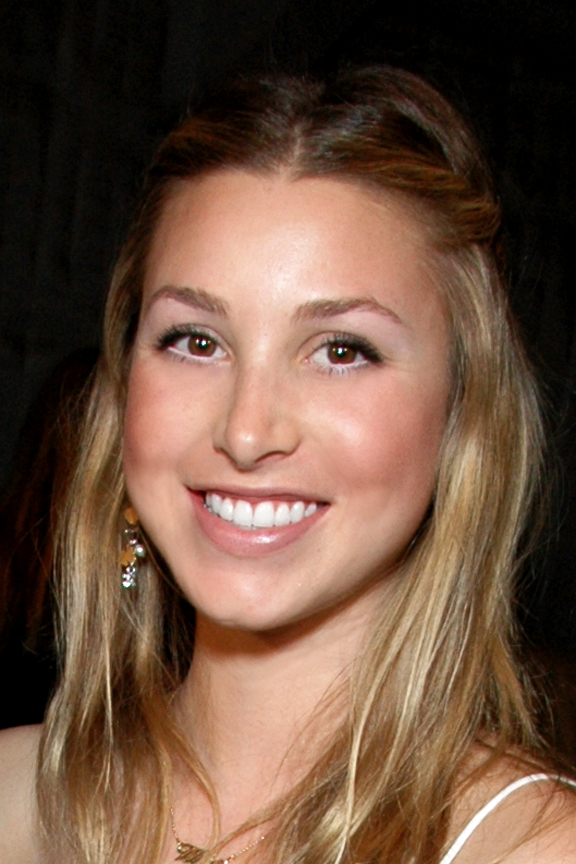
Whitney Port

Whitney Port (Los Angeles, 4 maart 1985) is een Amerikaanse televisiepersoonlijkheid, modeontwerpster, model en actrice. Ze werd bekend doordat ze te zien was in het tv-programma The Hills van MTV. Ze stopte met The Hills omdat ze naar New York verhuisde, en daar kreeg ze haar eigen tv-programma: The City. In 2012 was ze te zien in de bioscoopfilm What to Expect When You're Expecting.